# Yin (He)
Kaiserin Yin (chinesisch 陰皇后, Pinyin Yīn Huánghòu, Geburtsname unbekannt; † wohl 102) war eine Kaiserin der Han-Dynastie. Sie war die erste Gemahlin des Kaisers He.
Sie war die Tochter von Yin Gang, dem Enkel des Bruders von Kaiser Guangwus Gemahlin Kaiserin Yin Lihua, Yin Shi. Yin wurde 92 zur kaiserlichen Konkubine erkoren und wurde eine von Kaiser Hes Lieblingsfrauen. Sie wird als schön, aber schroff und unbeholfen beschrieben. Sie soll oft nicht in der Lage gewesen sein, die kaiserlichen Zeremonien mit der gehörigen Grazie auszuführen. Sie soll außerdem wegen ihrer edlen Abstammung sehr arrogant gewesen sein.
Im Jahre 96 erhob Kaiser He sie zur Kaiserin. 97 machte er ihren Vater Yin Gang zum Marquis von Wufang.
Mit den Jahren verlor Kaiserin Yin die Zuneigung ihres Gemahls, weil sie auf seine Konkubine Deng Sui heftig eifersüchtig war, die ihrerseits eine edle Abstammung hatte. Anders als die Kaiserin wird Deng Sui als untertänig und friedfertig beschrieben.
Als Kaiser He einmal erkrankte, ließ Kaiserin Yin die Bemerkung fallen, dass sie als Kaiserinwitwe einst die Deng-Sippe auslöschen würde. Als Deng Sui das hörte, wollte sie sich das Leben nehmen, aber eine ihrer Dienerinnen erzählte ihr, der Kaiser habe sich bereits erholt, auch wenn das zu diesem Zeitpunkt eine Lüge war. Bald trat dies auch wirklich ein und Deng Sui entkam mit ihrer Familie einem grausamen Schicksal.
Im Jahre 102 wurden Kaiserin Yin und ihre Großmutter, Deng Zhu, der Hexerei gegen die Konkubinen angeklagt. Deng Zhu und Kaiserin Yins Bruder Yin Fu starben unter Verhören und Folter. Kaiserin Yin wurde abgesetzt, und ihr Vater Yin Gang tötete sich selbst. Der Rest ihrer Sippe wurde verbannt. Sie starb wahrscheinlich noch im selben Jahr an Kummer. Nach ihrer Absetzung wurde Deng Sui zur Kaiserin erhoben.
| Vorgänger | Amt                       | Nachfolger |
| --------- | ------------------------- | ---------- |
| Dou       | Kaiserin von China 96–102 | Deng Sui   |

| Personendaten    | Personendaten                          |
| ---------------- | -------------------------------------- |
| NAME             | Yin                                    |
| ALTERNATIVNAMEN  | Yin, Kaiserin; Yin, Empress (englisch) |
| KURZBESCHREIBUNG | Kaiserin der Han-Dynastie              |
| GEBURTSDATUM     | 1. Jahrhundert                         |
| STERBEDATUM      | um 102                                 |